# Kościół San Francesco di Paola w Wenecji
Kościół San Francesco di Paola (pl. kościół św. Franciszka z Paoli) – rzymskokatolicki kościół w Wenecji w dzielnicy (sestiere) Castello. Administracyjnie należy do Patriarchatu Wenecji. Jest kościołem parafialnym w parafii pod tym samym wezwaniem.

## Historia
Przez pewien czas na miejscu obecnego kościoła znajdowały się dwa budynki sakralne, oba poświęcone św. Bartłomiejowi Apostołowi. Pierwszy z nich został zbudowany w 840 roku pod wezwaniem św. Dymitra z Tesalonik. W 1070 roku został odnowiony i poświęcony świętemu Bartłomiejowi. W 1291 roku Bartolomeo Querini, biskup Castello, zbudował hospicjum dla osób starszych i chorych. W 1296 roku obok hospicjum zbudowano oratorium pod wezwaniem św. Bartłomieja. Około 1300 roku oddano do użytku pierwotny kościół pod wezwaniem św. Bartłomieja, prawdopodobnie odbudowując go od fundamentów w formach gotyckich. Od oratorium św. Bartłomieja oddzielały go budynki hospicjum. W 1342 roku papież Jan XXII przekazał ten kościół pod jurysdykcję patriarchy Grado. W 1584 roku cały kompleks został przekazany minimitom, który w tym właśnie roku przybyli do Wenecji. W 1588 roku zakonnicy postanowili całkowicie wyburzyć wszystkie budynki (kościół, oratorium i hospicjum) i w obecności doży Pasquale Cicogni położyli kamień węgielny pod budowę nowego kompleksu, pobłogosławiony przez patriarchę Wenecji Giovanniego Trevisana. Patronat na budową objęła rodzina Querini. Kościół ten, zachowany do dziś, został poświęcony 8 sierpnia 1619 roku otrzymując wezwanie założyciela minimitów, św. Franciszka z Paoli.
Na mocy dekretu napoleońskiego Królestwa Włoch z 5 czerwca 1805 roku (oraz kolejnych dekretów) zainicjowano w Wenecji proces kasat i przekształceń kościołów i klasztorów oraz zmian granic parafii. W 1806 roku klasztor został zlikwidowany, a jego zabudowania przeznaczono na koszary. Wspólnota zakonna została przeniesiona do San Francesco w Weronie. W 1885 roku budynki poklasztorne rozebrano, aby zrobić miejsce pod budowę szkoły. Sam kościół pozostawał otwarty dla potrzeb kultu. Zarządzał nim wikariusz. Do 1952 roku miał status kościoła filialnego. Wówczas został wyłączony spod jurysdykcji San Piero di Castello i podniesiony do rangi kościoła parafialnego. Opiekę nad nim sprawują salezjanie.

## Architektura
Kościół ma 39 m długości i 18 m szerokości. Dwukondygnacyjna fasada utrzymana jest w stylu klasycystycznym i zwieńczona trójkątnym tympanonem. Pośrodku znajduje się portal, flankowany dwoma oknami. W tympanonie portalu widnieje płonące słońce, zawierające motto minimitów, „Charitas”. Na prawej stronie fasady znajduje się namalowany zegar, wskazujący godzinę 9:30, która być może oznacza chwilę śmierci św. Franciszka z Paoli.

## Wnętrze
Jednonawowe wnętrze, choć przebudowane w XVIII wieku, zachowało na ogół swoje pierwotne cechy. Zachował się strop nawy. Na tylnej ścianie znajduje się barco (chór zakonny), z ramionami rozciągającymi się do połowy ścian bocznych. Po każdej stronie nawy znajdują się cztery płytkie kaplice, z których pierwsza od tyłu, znajduje się pod chórem zakonnym. We wnętrzu znajduje się 11 ołtarzy, z których jeden zajmuje baptysterium.
Malowidła na suficie zrealizował w 1585 roku uczeń Tycjana, Giovanni Contarini, na zamówienie przez Cesare Carafy. Panel centralny, przedstawiający Zmartwychwstanie otaczają sceny z Nowego Testamentu (Narodzenie Pańskie, Zwiastowanie, Uzdrowienie opętanego, Czterech ewangelistów, Czterech Doktorów Kościoła), sceny z życia św. Franciszka z Paoli (Święty rozdający chleb ubogim, Święty wyprowadzający wodę ze skały, Święty przekraczający Cieśninę Mesyńską) oraz cztery herby i dwie historyczne sceny rodziny Carafa.

### Dzieła sztuki

#### Część prezbiterialna
Sklepienie XVIII-wiecznego prezbiterium zdobi fresk Św.. Franciszek z Paoli w chwale pędzla Michele Schiavone. W czterech narożnikach widnieją wyobrażenia ewangelistów.  Na ołtarzu głównym stoi tabernakulum z zielonego marmuru genueńskiego, poświęcone w Wigilię Bożego Narodzenia 1749 roku.Ołtarz flankują dwa marmurowe posągi, po lewej: Św. Marek dłuta Giovanniego Marii Morlaitera, a po prawej: Św. Bartłomiej A. Cattajapiery.
Ołtarz kaplicy z prawej strony wypełnia obraz Zwiastowanie pędzla Palmy młodszego z 1585 roku, natomiast ołtarz kaplicy z lewej strony – Jezus w chwale ze świętymi Antonim Padewskim i Antonim Pustelnikiem.

#### Część nawowa

##### Strona prawa

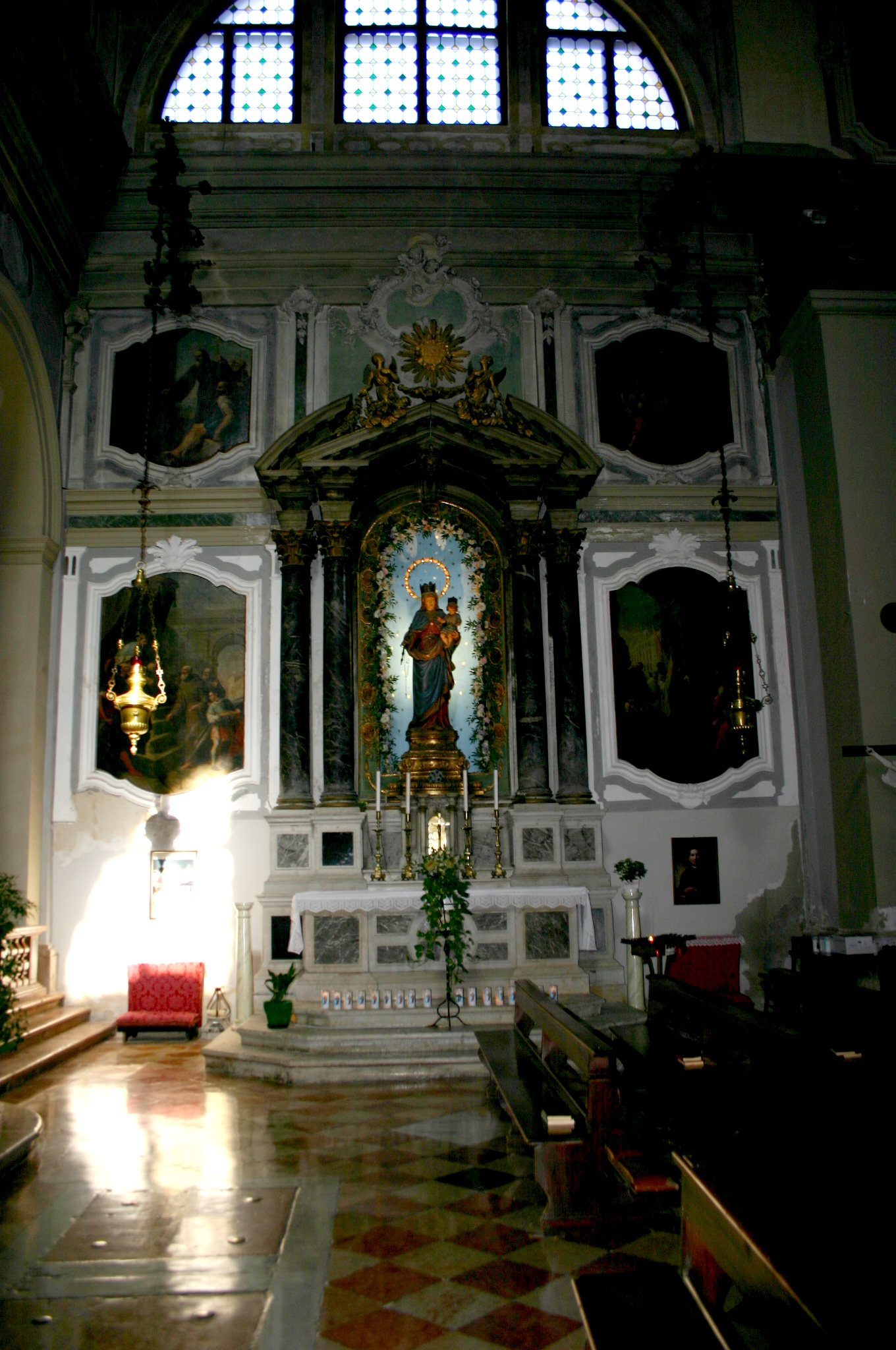
Ołtarz w prawym transepcie

Na ołtarzu w transepcie stoi polichromowany posąg Najświętszej Maryi Panny Różańcowej. Ściany wypelniają obrazy Francesca Zanchiego: Św. Franciszek z Paoli wskrzeszający baranka i Ryby zwracające monety utracone przez dobroczyńcę (po lewej) i oraz Św. Franciszek z Paoli łamiący złotą monetę na dwoje i Szczęśliwa śmierć króla Francji Ludwika XI (po prawej).
Marmurowe, XVI-wieczne ołtarze kolejnych kaplic wypełniają obrazy: Św..Franciszek z Paoli, przypisywany Alvise del Friso, a będący kopią obrazu o tej samej tematyce w kościele San Trovaso, Najświętsza Maryja Panna ze św. Janem Ewangelistą i darczyńcami Palmy młodszego i Matka Boża Bolesna. Na ołtarzu ostatniej, czwartej kaplicy stoi posąg Św. Antoni Padewski, umieszczony w niszy ze złotej mozaiki.
Nad prawym ramieniem chóru umieszczone są obrazy przedstawiające sceny z życia św. Franciszka z Paoli.

##### Strona lewa
W baptysterium znajduje się XVI-wieczna chrzcielnica, wykonana z czerwonego marmuru werońskiego. Na ścianie wisi obraz ołtarzowy Męczeństwo św. Bartłomieja pędzla Jacopa Marieschiego z 1764 roku, przeniesiony w to miejsce w 1953 roku z ołtarza głównego.
Marmurowe, XVI-wieczne ołtarze kolejnych kaplic wypełniają obrazy: Św. Wincenty Ferreriusz, anonimowego autora, Święci Anna, Oswald i Kajetan oraz Święte Katarzyna, Klara, Gertruda i Maryna, przypisywany Palmie młodszemu; na tym ostatnim ołtarzu stoi XIV wieczna, drewniana rzeźba Mater Consolationis.
Organy zbudował w 1799 roku Gaetano Callido.
Nad lewym ramieniem chóru umieszczone są obrazy przedstawiające sceny z życia św..Franciszka z Paoli.